# Пленас
Пленас (ісп. Plenas) — муніципалітет в Іспанії, у складі автономної спільноти Арагон, у провінції Сарагоса. Населення — 132 особи (2010).
Муніципалітет розташований на відстані близько 240 км на схід від Мадрида, 60 км на південь від Сарагоси.

## Демографія
Динаміка населення (INE ):